# Vignolo
Vignolo – miejscowość i gmina we Włoszech, w regionie Piemont, w prowincji Cuneo.
Według danych na rok 2004 gminę zamieszkiwały 2054 osoby, 256,8 os./km².